# Finale della Coppa delle Coppe 1991-1992
La finale della 32ª edizione della Coppa delle Coppe UEFA è stata disputata il 6 maggio 1992 allo stadio da Luz di Lisbona tra Werder Brema e Monaco. All'incontro hanno assistito circa 16 000 spettatori. La partita, arbitrata dall'italiano Pietro D'Elia, ha visto la vittoria per 2-0 del club tedesco.

## Il cammino verso la finale
Il Werder Brema di Otto Rehhagel esordì contro i modesti rumeni del Bacău battendoli con un risultato complessivo di 11-0. Agli ottavi di finale gli ungheresi del Ferencváros furono sconfitti con un 4-2 tra andata e ritorno. Ai quarti i Grün-Weißen affrontarono i turchi del Galatasaray battendoli in casa 2-1 e pareggiando a reti inviolate la gara di ritorno a Istanbul. In semifinale i belgi del Club Bruges vinsero 1-0 tra le mura amiche, ma furono rimontati 2-0 nel ritorno al Weserstadion.
Il Monaco di Arsène Wenger iniziò il cammino europeo contro i gallesi dello Swansea City vincendo con un risultato totale di 10-1. Agli ottavi gli svedesi dell'IFK Norrköping vennero eliminati con un risultato complessivo di 5-1. Ai quarti di finale i Rouges et Blancs affrontarono gli italiani della Roma, passando il turno grazie alla vittoria casalinga di misura per 1-0, dopo che l'andata all'Olimpico si concluse sullo 0-0. In semifinale gli olandesi del Feyenoord diedero filo da torcere ai monegaschi, che approdarono in finale solo grazie alla regola dei gol fuori casa (1-1 e 2-2 i risultati).

## La partita
A Lisbona va in scena la finale tra il Werder Brema, alla sua prima finale di una coppa europea, e il Monaco, nel cui palmares figurano tre Coppa delle Alpi. La partita è deludente dal punto di vista tecnico, con il Monaco che ha un leggero dominio del gioco e il Werder che riparte in contropiede. È in questo modo che Klaus Allofs porta in vantaggio i suoi, pochi minuti prima dello scadere della prima frazione di gioco. Nella ripresa il Monaco tenta di riacciuffare il pareggio, ma con un'azione quasi fotocopia Wynton Rufer raddoppia per i tedeschi, che vincono la Coppa delle Coppe, riportandola in Germania dopo 15 anni.

## Tabellino
| Arbitro: | Pietro D'Elia |

|                      |           |  |
| Allofs 41’ Rufer 54’ | Marcatori |  |

| Werder Brema | Monaco |

| Werder Brema  |    |                    |     |     |
|               |    |                    |     |     |
| P             | 1  | Jürgen Rollmann    |     |     |
| D             | 2  | Manfred Bockenfeld |     |     |
| C             | 3  | Thomas Wolter      |     | 34’ |
| D             | 4  | Rune Bratseth      |     |     |
| C             | 5  | Marco Bode         |     |     |
| D             | 6  | Ulrich Borowka     |     |     |
| C             | 7  | Dieter Eilts       |     |     |
| C             | 8  | Miroslav Votava    | 27’ |     |
| A             | 9  | Frank Neubarth     |     | 75’ |
| A             | 10 | Wynton Rufer       |     |     |
| A             | 11 | Klaus Allofs       |     |     |
| Sostituzioni: |    |                    |     |     |
| D             | 15 | Thomas Schaaf      |     | 34’ |
| A             | 13 | Stefan Kohn        |     | 75’ |
| Allenatore:   |    |                    |     |     |
| Otto Rehhagel |    |                    |     |     |

| Monaco        |    |                  |     |     |
|               |    |                  |     |     |
| P             | 1  | Jean-Luc Ettori  |     |     |
| D             | 2  | Roger Mendy      |     |     |
| D             | 3  | Luc Sonor        |     |     |
| D             | 4  | Emmanuel Petit   |     |     |
| C             | 5  | Jérôme Gnako     | 65’ |     |
| D             | 6  | Patrick Valéry   |     | 59’ |
| C             | 7  | Youssouf Fofana  |     | 62’ |
| C             | 8  | Marcel Dib       | 38’ |     |
| A             | 9  | George Weah      | 85’ |     |
| C             | 10 | Rui Barros       |     |     |
| C             | 11 | Gérald Passi     |     |     |
| Sostituzioni: |    |                  |     |     |
| A             | 13 | Benjamin Clément |     | 59’ |
| A             | 16 | Youri Djorkaeff  |     | 62’ |
| Allenatore:   |    |                  |     |     |
| Arsène Wenger |    |                  |     |     |